# Niskie Siodło
Niskie Siodło (ok. 1510 m) – przełęcz pomiędzy Wysoką Turnią (1643 m) a Niską Turnią (1520 m) w Dolinie Kościeliskiej w polskich Tatrach Zachodnich. Położona jest tuż w pobliżu Niskiej Turni. Prowadzą na nią dwa podejścia; jedno z Płaśni między Progi w Wąwozie Kraków, drugie z Zadniego Kamiennego. Obydwa są łatwe do przejścia. Z tego też powodu przejście przez Niskie Siodło musiało być od dawna znane pasterzom dawniej wypasającym w tym rejonie. Rejon przełęczy jest trawiasty.

## Przypisy

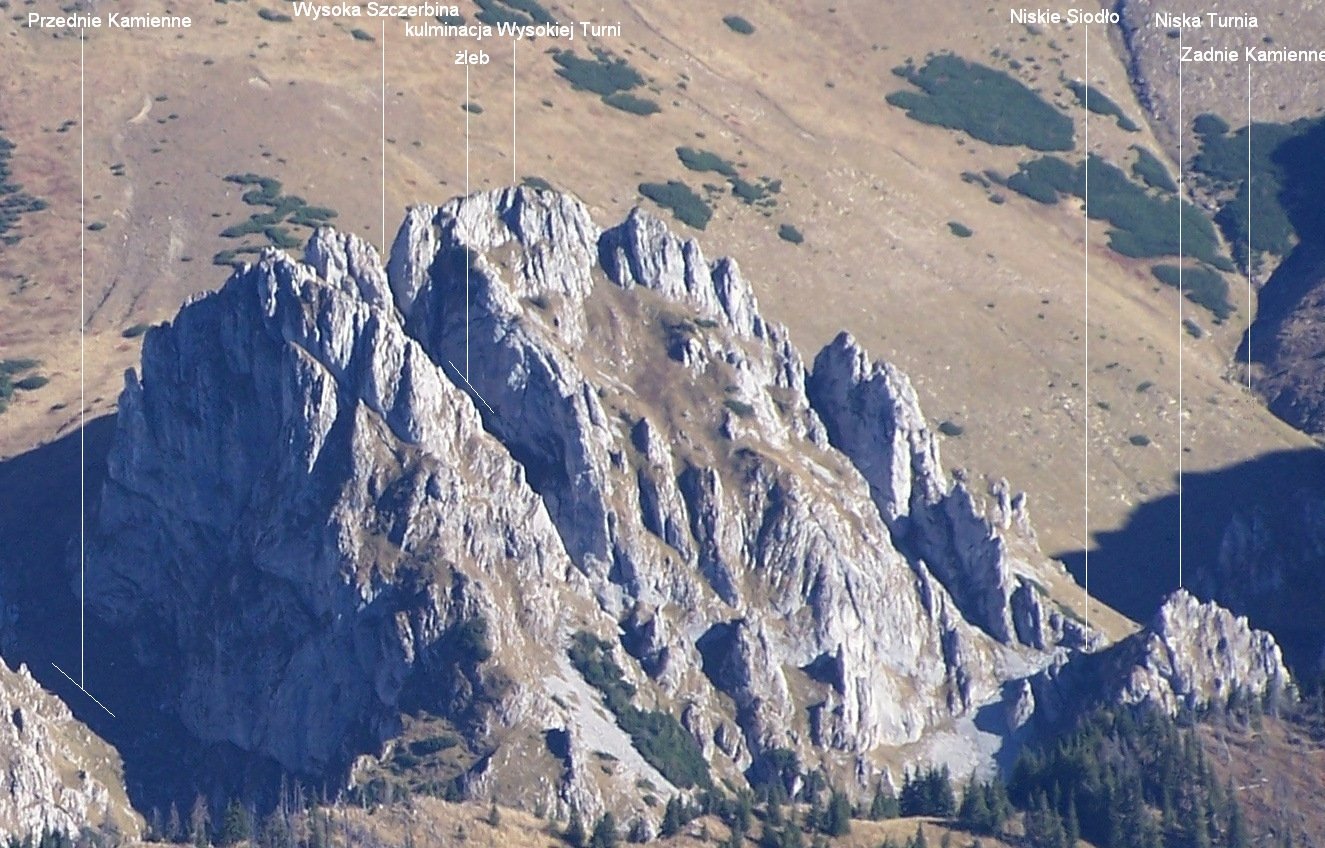
Widok z Ornaku